# Atlético Jiennense Fútbol Club Femenino
El Atlético Jiennense Fútbol Club Femenino es un club de fútbol de España de la ciudad de Jaén, Andalucía. Juega en la Liga Provincial de Jaén.

## Historia
Este equipo fue la sección femenina del Real Jaén Club de Fútbol de Segunda División B de España. En 2009 se integra en la Superliga (Liga Nacional de Fútbol Femenino) tras los cambios que la RFEF aplicó en dicha Liga. En este, su año de gloria, el Real Jaén Femenino cuenta en su plantilla con dos jugadoras de la Selección Española de Fútbol Femenino, ambas jiennenses, son las internacionales absolutas Celia Jiménez y María Alharilla, a ellas se suma Raquel Pinel que juega en la Sub-16.
- Datos: Q5424726